# گرچاک (صربستان)
گرچاک (به صربی: Grčak) یک منطقهٔ مسکونی در صربستان است که در الکساندراواک واقع شده‌است. گرچاک ۱۴۵ نفر جمعیت دارد.